# Bir Mourad Raïs
Bir Mourad Raïs (în arabă بير مراد رائس) este o comună din provincia Alger, Algeria.
Populația comunei este de 45.345 locuitori (2008).